# Pithys albifrons
El hormiguero cuerniblanco (en Ecuador) (Pithys albifrons), también denominado hormiguero empenachado (en Colombia) u hormiguero de plumón blanco (en Perú y Venezuela),  es una especie de ave paseriforme de la familia Thamnophilidae, una de las dos pertenecientes al género Pithys. Es nativo de la cuenca amazónica, del escudo guayanés y de la base oriental de los Andes del norte y centro oeste de Sudamérica.

## Distribución, hábitat y ecología
Se distribuye desde el sur de Venezuela hacia el este por Guyana, Surinam, Guayana francesa y la Amazonia brasileña al norte del río Amazonas y desde el noreste de Colombia y noroeste de Venezuela, por Ecuador, oeste de Brasil, hasta el sureste de Perú. Ver más detalles en Subespecies.
Esta especie es bastante común en su hábitat natural, el sotobosque de  selvas húmedas tropicales, sobre todo de terra firme (bosques que no se inundan) en tierras bajas, principalmente hasta los 1100 m de altitud. Difícilmente es encontrado a no ser alimentándose de los insectos espantados por regueros de hormigas legionarias. Es una especie tímida y cautelosa.

## Descripción
Es un pájaro pequeño, mide alrededor de 14 cm. Posee un plumaje de un intenso marrón rojizo en sus partes inferiores, cola, obispillo y nuca; alas y dorso negros; y cabeza negra con una máscara de plumas prominentes de un blanco brillante, muy característica y que le hace difícil de confundir. No hay un dimorfismo sexual claro. Los juveniles son de coloración más apagada, y las plumas blancas de la cabeza no están presentes o lo hacen de manera reducida; tampoco tienen la nuca rojiza, si no negra.

## Sistemática

Pithys albifrons, ilustración de Oudart en Vieillot, La galerie des oiseaux, 1825-1834.

### Descripción original
La especie P. albifrons fue descrita por primera vez por el naturalista sueco Carolus Linnaeus en 1766 bajo el nombre científico Pipra albifrons; localidad tipo «Cayena, Guayana francesa».

### Etimología
El nombre genérico masculino «Pithys» deriva del griego, y puede tener origen en un nombre guaraní; en «pitulos» = un pequeño pájaro mencionado por Hesychius; o apenas en una corruptela del género Pipra; y el nombre de la especie «albifrons», proviene del latín «albus»: blanco  y «frontis»: frente; significando «de frente blanca».

### Taxonomía
Poblaciones del noroeste de la Amazonia algunas veces fueron separada en una subespecie brevibarba Chapman, 1928, pero aparentemente intergrada con peruvianus en una amplia área y no es reconocida; aparentemente también se encontraron individuos intermediarios entre peruvianus y la nominal en la región del alto río Negro (noroeste de Brasil), aunque la extensión de la intergradación no está clara.

### Subespecies
Según la clasificación del Congreso Ornitológico Internacional (IOC) (Versión 7.3, 2017) y Clements Checklist v.2017, se reconocen 2 subespecies, con su correspondiente distribución geográfica:
- Pithys albifrons peruvianus Taczanowski, 1884 - extremo oeste de Venezuela (este de Táchira), Colombia (a lo largo de la base oriental de los Andes hacia el sur desde Caquetá y Guainía), noroeste de la Amazonia brasileña (a oeste del río Negro), este de Ecuador y norte y centro de Perú (al norte de los ríos Amazonas y Marañón, y a lo largo de la base de los Andes al sur hasta Ayacucho).
- Pithys albifrons albifrons (Linnaeus, 1766) - sur de Venezuela (Bolívar, Amazonas), las Guayanas y Brasil al norte del río Amazonas (margen oriental del río Negro al este hasta Amapá).